# Kolovec
Kolovec je naselje v občini Domžale.
Ime »Kolovec« je dobil v srednjem veku, ko so v kolovških gozdovih sekali dolge kole za izdelovanje kopij. Prvič se kot nemško ime »Gerlochstain« omenja leta 1282. Slovensko ime Kolovec pa se pojavi leta 1584. 
Na Kolovcu je bil v 13. stoletju zgrajen grad Kolovec, ki pa je bil zadnjič požgan med drugo svetovno vojno. 
V kolovških gozdovih je bila med 2. svetovno vojno partizanska bolnišnica imenovana Lukova bolnica, ki pa je bila zaradi izdaje požgana, ranjenci pa kruto pobiti maja 1944. Ustanovil jo je prvoborec Jože Pirš - Luka iz Radomelj.